# Magny-Montarlot
Magny-Montarlot település Franciaországban, Côte-d’Or megyében. Lakosainak száma 261 fő (2022. január 1.). Magny-Montarlot Poncey-lès-Athée, Villers-les-Pots, Athée, Lamarche-sur-Saône és Collonges-et-Premières községekkel határos.

## Népesség
A település népességének változása:
| Lakosok száma | 154  | 184  | 192  | 198  | 267  | 264  | 265  | 260  | 260  | 261  |
|               | 1968 | 1982 | 1990 | 2006 | 2013 | 2015 | 2017 | 2019 | 2020 | 2022 |